# Лектор
Лектор (лат. lector-читалац, читач, предавач језика); ријеч која је мијењала значење кроз вјекове.
Данас значи - стручњак који побољшава изражавање у рукопису за штампање или говорење. Професија у издавачким предузећима и редакцијама. У античком Риму лектор је образовани роб који господарима чита књижевна и филозофска дјела. У средњем вијеку лектор је учитељ, наставник који не мора да има академски степен. На универзитетима данас лектор је предавач и учитељ живих језика, рјеђе се употребљава новолатински израз (лат. lectorium).
У позоришту, лектор исправља и оцењује рукописе пре објављивања; исправљач језикословац који подучава сценске извођаче да у складу са стилом позоришног комада и карактеристикама језика којим је дело писано (проза, стих, епоха), као и карактерним, демографским, социолошким и другим особинама сваког лика, говорно правилно интерпретирају текст дела приликом извођења.